# 德川慶勝
德川慶勝（日语：／ Tokugawa Yoshikatsu，1824年4月14日—1883年8月1日），日本幕末時代大名，德川御三家之一的尾張藩第十四代藩主。尾張德川家第14代及第17代當主。尾張藩支藩美濃高須藩第十代藩主松平義建次子。母親為德川治紀之女。與五弟尾張藩第十五代藩主德川茂德、七弟會津藩第九代藩主松平容保及八弟桑名藩第四代藩主松平定敬四人被合稱為高須四兄弟。
正室為丹羽長富之女矩姫。幼名秀之助，元服後改名松平義恕，當上藩主後由改名為德川慶恕及德川慶勝。官位從二位權大納言、參與、議定。

## 生平
尾張藩第十代藩主德川齊朝、十一代藩主德川齊溫、十二代藩主德川齊莊及十三代藩主德川慶臧，皆是將軍委派以養子身份繼承尾張藩，並非出身尾張德川家，引致大多數的尾張藩士不滿，要求由尾張德川家的支藩出繼藩主，令反對養子繼承藩主的聲音越來越大。德川慶臧於在嘉永2年（1849年）4月7日逝世而無嗣，幕府只好以松平義恕為慶臧養子繼承尾張藩。
德川慶勝當上藩主後改革人事，成功執行藩政改革。嘉永六年（1853年），十二代將軍德川家慶逝世，於是其子德川家定就任第十三代征夷大將軍一職，不過，因爲家定身體虛弱的緣故，下任將軍的繼嗣人選因而成為政局爭議問題。支持前水戶藩主德川齊昭的兒子一橋慶喜（即德川慶喜），還有期盼跟諸藩建立協調體制的一橋派，和重視德川將軍家血統、希望推舉與德川家定血緣較近的紀州藩主德川慶福（即德川家茂）並且政治路線保守的南紀派，兩派之間發生激烈的衝突與對立。德川慶勝因出血緣出於水戶德川家，所以加入了一橋派。安政5年（1858年）4月，南紀派的井伊直弼就任大老，井伊斷然決定在未得天皇敕許的狀況下，和美國、俄國、英國、法國和荷蘭締結條約，即《安政五國條約》，以解決外國對日本通商權利要求的問題。因為此事，一橋派成員聯合起來，以質疑井伊直弼「違敕（未得敕許）簽約」一事對天皇大不敬為理由，在非規定的進城日前往將軍居城質問井伊。事後，井伊以「不時登城（未依規定時間擅自進入將軍居城）」為由，處以他們隱居（退休）、謹慎（軟禁在家）等處罰。德川慶勝只好將藩主之位讓給五弟高須藩第十一代藩主松平義比，而義比接任藩主後改名德川茂德，並安排其子松平義端接任高須藩主，又將慶勝的兒子德川義宜為養子。尾張藩實權其實仍在慶勝手上。
文久3年（1863年）9月13日，德川茂德隱居，讓位給養子義宜為藩主，慶勝才將實權交回藩主。
元治元年（1864年），德川慶勝取代了紀州藩第十四代藩主德川茂承成為第一次長州征討的征討軍總督。慶應3年12月9日（1868年1月3日），大政奉還後王政復古，德川慶勝出任議定。慶應4年（1868年），鳥羽伏見之戰幕府軍戰敗後，尾張藩決定倒幕，在御三家當中唯一與幕府對立的親藩。慶勝以新政府代表身份領取大坂城。
明治8年（1875年），尾張德川家十六代當主德川義宜病死後，慶勝復出成為第十七代當主。明治13年（1880年）慶勝再度隱居，將家督之位讓給養子德川義禮。明治16年（1883年）慶勝逝世，享年60歲。
德川慶勝的法號為顯樹院莊德玄同大居士。